# 2010年冬季奥林匹克运动会雪车比赛
2010年冬季奧林匹克運動會雪车比賽由2010年2月20日至27日在威士拿滑行中心进行，共會頒發3枚金牌。共有来自23个国家和地区的159名运动员参加此次比赛。

## 各國獎牌榜
*   主办国家/地区（加拿大）
| 排名                | 代表团              | 金牌 | 銀牌 | 銅牌 | 总计 |
| ------------------- | ------------------- | ---- | ---- | ---- | ---- |
| 1                   | 德国                | 1    | 2    | 0    | 3    |
| 2                   | 加拿大*             | 1    | 1    | 1    | 3    |
| 3                   | 美国                | 1    | 0    | 1    | 2    |
| 4                   | 俄罗斯              | 0    | 0    | 1    | 1    |
| 总计（共4个代表团） | 总计（共4个代表团） | 3    | 3    | 3    | 9    |

## 各項成績

### 男子
| 項目         | 金牌                                                                              | 金牌    | 银牌                                                                  | 银牌    | 铜牌                                                                       | 铜牌    |
| 双人（詳細） | 德国（GER） · 安德烈·朗厄 · 凯温·库斯克                                           | 3:26.65 | 德国（GER） · 托马斯·弗洛许茨 · 里夏德·阿杰伊                         | 3:26.87 | 俄罗斯（RUS） · Alexandr Zubkov · Alexey Voyevoda                          | 3:27.51 |
| 四人（詳細） | 美国（USA） · 史蒂文·霍尔库姆 · 史蒂夫·梅斯勒 · 柯蒂斯·托马塞维奇 · 贾斯廷·奥尔森 | 3:24.46 | 德国（GER） · 安德烈·朗厄 · 凯温·库斯克 · 亚历山大·勒迪格 · 马丁·普策 | 3:24.84 | 加拿大（CAN） · 林登·拉什 · 戴维·比塞特 · Lascelles Brown · Chris le Bihan | 3:24.85 |

### 女子
| 項目         | 金牌                                        | 金牌    | 银牌                                       | 银牌    | 铜牌                                  | 铜牌    |
| 女子（詳細） | 加拿大（CAN） · 凯莉·汉弗莱斯 · 希瑟·莫伊斯 | 3:32.28 | 加拿大（CAN） · 海伦·厄珀顿 · 谢莉-安·布朗 | 3:33.13 | 美国（USA） · Erin Pac · Elana Meyers | 3:33.40 |

## 外部連結
- 本屆奧運雪車比賽時間表（页面存档备份，存于）
- 国际雪车联合会官方网站（英文）（页面存档备份，存于）
- 2010年冬季奥林匹克运动会官方网站（英文）（页面存档备份，存于）
- 国际奥委会官方网站